# Danielowice
Danielowice – wieś w Polsce położona w województwie dolnośląskim, w powiecie oławskim, w gminie Domaniów.

## Podział administracyjny
W latach 1975–1998 miejscowość administracyjnie należała do województwa wrocławskiego.

## Zabytki
Do wojewódzkiego rejestru zabytków wpisane są:
- pałac, obecnie szkoła, z początku XIX w., przebudowany na początku XX w.
- mauzoleum, w parku, z początku XIX w.